# Fernando Pacheco (político peruano)
Fernando Pacheco fue un sacerdote y político peruano. Luis E. Valcárcel señala que Pacheco fue el primero en componer una "Historia del Cusco".
Fue parte, junto con otros personajes cusqueños de fines del siglo XIX como Manuel E. Montesinos, Antonio Lorena, Juan A. Falcón, Juan Julio del Castillo, Lucio Samuel Cabrera, Eliseo Araujo, Angel Colounge, Ambrosio della Chiesa y Gavino Ugarte del grupo de fundadores del Centro Científico del Cusco, organización de cusqueños que tenía la finalidad de ocuparse de los estudios geográficos y científicos en general y, en particular, del departamento del Cusco para suministrar informes que puedan ser útiles a la administración pública y procurar el mayor conocimiento del territorio peruano.
Fue elegido diputado por la provincia de Anta en 1901 hasta 1906 durante los gobiernos de Eduardo López de Romaña, Manuel Candamo, Serapio Calderón y José Pardo y Barreda en la República Aristocrática. Fue reelecto en 1907 hasta 1912 durante los gobiernos de José Pardo y Barreda y el primero de Augusto B. Leguía.